# Luis Hernández (Leichtathlet)
Luis Hernández (* 13. Februar 1955) ist ein ehemaliger mexikanischer Langstreckenläufer.
1975 siegte er bei den Zentralamerika- und Karibikmeisterschaften über 5000 Meter. Bei den Panamerikanischen Spielen in Mexiko-Stadt triumphierte er über 10.000 Meter und wurde Vierter über 5000 Meter.
Bei den Olympischen Spielen 1976 in Montreal schied er über 5000 und 10.000 Meter im Vorlauf aus.
1978 gewann er bei den Zentralamerika- und Karibikspielen Bronze über 10.000 Meter.
1977 wurde er für die Brigham Young University startend NCAA-Hallenmeister über drei Meilen.

## Persönliche Bestzeiten
- 5000 m: 13:32,35 min,	21. Mai 1976, Köln
- 10.000 m: 28:18,16 min, 25. Juli 1975, Montreal